# River Clare
Der River Clare (irisch: Abhainn an Chláir) ist ein etwa 85 km langer Fluss im Westen der Republik Irland.
Der River Clare entspringt in Ballyhaunis im Osten der Grafschaft Mayo und fließt von dort aus für den größten Teil seines Verlaufs durch die Grafschaft Galway: zuerst in südlicher, ab der Höhe von Claregalway, das an seinem Ufer liegt, bereits in westlicher Richtung bis in den Lough Corrib. Von dort fließt er über den River Corrib in die Galway Bay.
Ein Teil des River Clare ist ein ehemaliger Turlough (Karstsee).